# Bene Ferenc (orvos, 1803–1881)
Ifjabb Bene Ferenc (Pest, 1803. szeptember 27. – Budapest, 1881. április 29.) orvos.

## Élete

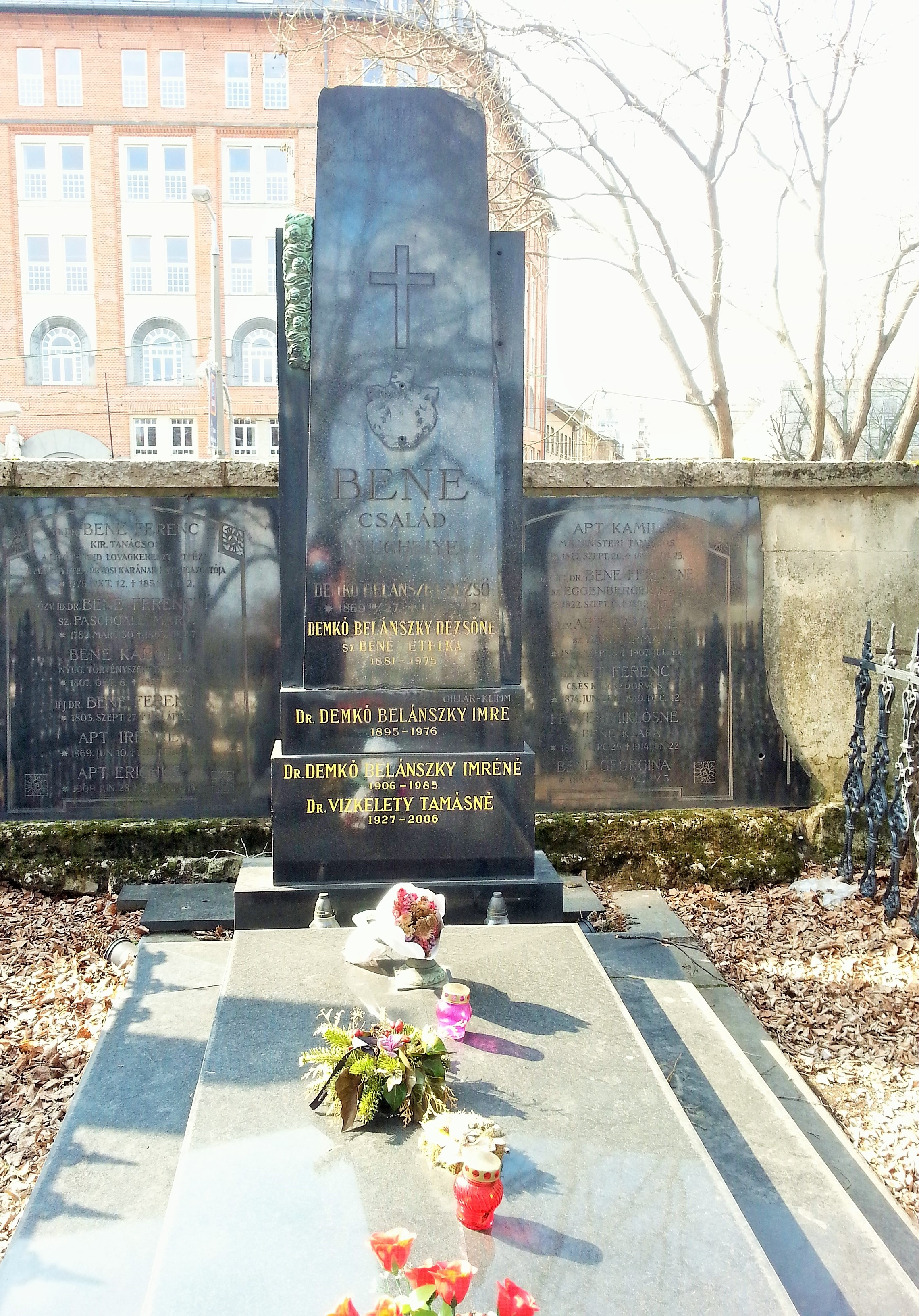
Családi sírboltja a Fiumei úti sírkertben (Bal oldali falsírboltok-23)

Bene Ferenc fia volt. 1837-ben lett rendes tagja a budapesti királyi orvosegyletnek, melynek utóbb alelnöke és több éven át pénztárnoka volt. 1842. február 5-én nősült meg Pesten. 1875-ben az egylet tiszteletbeli tagjai közé emelte. 1840/1841 és 1843/1844-ben a magyar királyi egyetemnél az orvosi rendőrség és a törvényszéki orvostan helyettes tanára volt. Orvosi gyakorlattal nem foglalkozott. 1881. május 1-jén helyezték örök nyugalomra a Fiumei úti sírkertben.

## Munkái
- Dissertatio inaug medica sistens quaedam memorabilia clinica. (Pestini, 1825.)
- Tetszhalál. (ugyanott, 1843).
- Törvényszéki orvostudomány, Henke Adolf után ford. (Ugyanott, 1843).

1828-ban Párizsban járt és útinaplója kéziratban megtalálható az Országos Széchényi Könyvtárban.
Orvosi cikkeket irt a Tudományos Gyűjteménybe (1833. Dunai utazás Pesttől Orsováig), a Magyar Orvosi Tárba (1841–43.), Magyar Orvosi és Term. Munkálatai VIII. (1863.), Zeitschrift für Natur und Heilkunde (1850.), Magyar Nép Könyvébe (1855–56.), Egyetemes magyar encyclopaediába és Gyógyászatba (1862. 1866.)